# Celebogryllacris
Celebogryllacris is een geslacht van rechtvleugeligen uit de familie Gryllacrididae. De wetenschappelijke naam van dit geslacht is voor het eerst geldig gepubliceerd in 1937 door Karny.

## Soorten
Het geslacht Celebogryllacris omvat de volgende soorten:
- Celebogryllacris celebica Karny, 1931
- Celebogryllacris helleri Karny, 1928